# 면목정보도서관
면목정보도서관은 서울특별시 중랑구 면목로 397 (면목동)에 있는 도서관이다.

## 연혁
- 2005년 11월 11일 : 개관

## 시설현황
- 지상5층 : 개인학습실, 전자정보실, 관리실, 전산실, 학습실대기공간
- 지상4층 : 종합자료실
- 지상3층 : 유아어린이자료실
- 지하1층 : 다목적실, 밀집서고

## 이용 안내
이용 시간
- 종합자료실: 화~금요일 09:00~22:00 / 토~월요일 09:00~17:00
- 전자정보실: 화~금요일 09:00~20:00 / 토~월요일 09:00~17:00
- 유아어린이자료실: 화~금요일 09:00~18:00 / 토~월요일 09:00~17:00
- 개인학습실: 화~금요일 09:00~23:00 / 토~월요일 09:00~22:00

휴관일
- 매월 첫째, 셋째 월요일
- 관공서의 공휴일에 관한 규정이 정하는 공휴일 (단, 일요일은 제외)
- 근로자의 날(5월 1일)
- 도서의 정리 등 기타 팀장(관장)이 필요하다고 인정하며 구청장의 승인을 얻은 경우